# Newry (Carolina del Sur)
Newry es un lugar designado por el censo del condado de Oconee en el estado estadounidense de Carolina del Sur. El código postal de la comunidad es 29665. La localidad en el año 2000 tiene una población de 52 habitantes en una superficie de 1 km², con una densidad poblacional de 52 personas por km². 

## Geografía
Newry se encuentra ubicado en las coordenadas 34°43′31.57″N 82°54′49.11″O / 34.7254361, -82.9136417. Según la Oficina del Censo, la localidad tiene un área total de 1 km² (0,4 mi²), de la cual 1 km² (0,4 mi²) es tierra y 0 km² (0 mi²) (0.0%) es agua.